# Ziemia (administracja)
Ziemia – jednostka historycznego podziału terytorialnego od czasów Zjednoczonego Królestwa Polskiego do rozbiorów.

## W średniowiecznej Polsce
W średniowiecznej Polsce ziemia była terytorialną jednostką administracyjną powstałą z księstwa, w którym w dobie rozbicia dzielnicowego nie wykształcił się urząd wojewody, a które włączone do Królestwa Polskiego utraciło odrębność polityczną, ale zachowało własną organizację urzędniczą. W XIV i XV wieku większość ziem przekształciła się w województwa, niektóre jednak utrzymały dawną nazwę i własny sejmik.
Według Insignia seu Clenodia Regis et Regni Poloniae Jana Długosza Królestwo Polskie dzieliło się na następujące ziemie (w tradycyjnej kolejności):
- ziemia krakowska (łac. Terra Cracoviensis)
- ziemia poznańska (łac. Terra Posnaniensis)
- ziemia sandomierska (łac. Terra Sandomiriensis)
- ziemia kaliska (łac. Terra Calisiensis)
- ziemia lwowska (łac. Terra Leopoliensis)
- ziemia sieradzka (łac. Terra Siradiensis)
- ziemia lubelska (łac. Terra Lublinensis)
- ziemia łęczycka (łac. Terra Lanciciensis)
- ziemia przemyska (łac. Terra Premisliensis)
- ziemia bełska (łac. Terra Belsensis)
- ziemia kujawska (łac. Terra Cuiaviensis)
- ziemia chełmska (łac. Terra Chelmensis)
- ziemia pomorska (łac. Terra Pomoranie)
- ziemia chełmińska (łac. Terra Culmensis)
- ziemia michałowska (łac. Terra Michaloviensis)
- ziemia halicka (łac. Terra Halicensis)
- ziemia dobrzyńska (łac. Terra Dobriensis)
- ziemia podolska (łac. Terra Podolie)
- ziemia wieluńska (łac. Terra Vielunensis lub Terra Velumensis).

Z czasem pojęcie ziemi przestało mieć znaczenie administracyjne, przekształcając się w termin wyłącznie geograficzny odnoszący się do dowolnie wybranego fragmentu obszaru kraju.

## Zmiany znaczenia terminu
W początkach państwa polskiego terminem tym określano przestrzeń będącą siedliskiem jakiegoś plemienia, bronioną wodami rzek i innymi przeszkodami naturalnymi.
W nomenklaturze polskich jednostek terytorialnych pojęcie ziemi (łac. terrae) zaczęło pojawiać się w XII-XIII w. stanowiąc ważne ogniwo w historii kształtowania się organizmu państwa po rozbiciu dzielnicowym Polski. Od tego czasu dzielnice zaczęły zmieniać swój charakter, co przejawiało się również w sposobie ich określania. Zaczęła zanikać dotychczasowa nazwa „księstwa”, a w to miejsce zaczęto używać terminu „ziemia”. Początkowo terminów tych używano wymiennie. Stopniowe zanikanie określenia „księstwo” i coraz częstsze pojawianie się terminu „ziemia” (także w tytulaturze królewskiej) wskazywało na coraz większą integrację państwa, które zaczęło traktować dawne udzielne księstwa jako części składowe swego terytorium.
W XV w. dawne księstwa dzielnicowe, nad którymi w imieniu króla władał wojewoda, nazwano województwami, natomiast mniejsze nazywano w dalszym ciągu ziemiami (np. ziemia wieluńska, która ok. 1420 r. weszła w zależność od wojewody sieradzkiego).
Pozostałością po podziale Polski na ziemie jest pojęcie „ziemiaństwa”, do którego pierwotnie zaliczano stan rycerski oraz licznych urzędów ziemskich w czasach I Rzeczypospolitej (np. podkomorzy, rejent, komornik).

## Kwestia pisowni
Zgodnie z regułami języka polskiego wszelkie nazwy ziem w Polsce pisze się małą literą, np. ziemia kłodzka, ziemia lubuska.